# Fred Jackson
Frederick George Jackson, detto Fred (Fort Worth, 20 febbraio 1981), è un ex giocatore di football americano statunitense che ha giocato nel ruolo di running back. All'università ha giocato a football al Coe College.

## Carriera professionistica

### Sioux City Bandits
Dopo non essere stato selezionato nel Draft NFL 2003 ed aver sostenuto dei provini con Chicago Bears, Denver Broncos e Green Bay Packers, Jackson fu considerato troppo minuto per giocare nella NFL (all'epoca pesava solo 88,6 kg), così finì per passare all'indoor football per i Sioux City Bandits, dove guadagnava 200 dollari la settimana. Jackson giocò per due stagioni con i Bandits nella National Indoor Football League (2004) e nella United Indoor Football (2005). Nel 2005 fu nominato co-MVP della UIF, dopo che in 18 gare disputate corse per 1.770 yard e segnò 53 touchdown (40 su corsa, 11 su ricezione e 2 su ritorni da kick off). Il suo numero di maglia fu ritirato dai Sioux City Bandits nel 2008.

### Rhein Fire
Jackson giocò nella NFL Europa per la squadra tedesca dei Rhein Fire nel 2006, guidando la squadra con 731 yard guadagnate su corsa.

### Buffalo Bills
Jackson fu invitato al training camp dei Buffalo Bills nel 2006 dal general manager Marv Levy, un altro alunno dell'Università Coe. La sua prima partita come titolare la disputò nel 2007 contro i Washington Redskins, correndo per 82 yard e ricevendo 4 passaggi per 69 yard nella vittoria di Buffalo. Divenne il primo running back della Division III della NCAA a giocare una gara da titolare dal 24 dicembre 2000, quando l'ex studente del Ferrum College, il running back Chris Warren, partì dall'inizio per i Philadelphia Eagles contro i Cincinnati Bengals.
Sempre nella stagione 2007, il 9 dicembre, nella vittoria contro i Miami Dolphins, Jackson corse per 115 yard, la sua prima partita da oltre 100 yard nella NFL. Anche il compagno di squadra Marshawn Lynch corse per 107 yard, diventando la prima coppia di giocatori dei Buffalo Bills a superare le 100 yard nella stessa partita dal 1996 quando tale impresa fu compiuta da Thurman Thomas e Darick Holmes.
Il 13 maggio 2009, Jackson firmò un'estensione contrattuale quadriennale per rimanere coi Bills.
Nel 2009, dopo aver conquistato il posto da titolare ai danni di Lynch nella settimana 12, Jackson superò per la prima volta le mille yard corse in stagione, oltre ad aver segnato 2 touchdown. Inoltre stabilì il proprio primato in carriera per ricezioni, 46, che valsero 371 yards e altri due TD . Jackson inoltre corse altre 1.014 su ritorni da kickoff divenendo il primo giocatore della storia della NFL a terminare una stagione con 1.000 yard su corsa e altre 1.000 su ritorni. Le sue 2.516 yard totali furono la quinta prestazione stagionale della storia della lega. Nella settimana 17 della stagione 2009, contro gli Indianapolis Colts, Jackson giocò una partita strepitosa correndo il proprio record in carriera con 212 yard oltre a un touchdown su ricezione.
Nella settimana 10 della stagione, Fred fu nominato FedEx Ground Player della settimana. La sua stagione si concluse con 927 yard corse e 5 touchdown su corsa oltre a 2 su ricezione.
Nel 2011, Jackson stava giocando la miglior stagione della carriera, avendo superato le 100 yard corse in 6 delle prime 10 partite. Durante la sconfitta della settimana 11 contro Miami, Fred si fratturò un perone, venendo inserito in lista infortunati e rimanendo fuori dai giochi per tutto il resto della stagione. Al momento dell'infortunio, le 934 yard corse da Jackson erano il terzo risultato nella NFL. I Bills prima dell'infortunio venivano già da una striscia perdente di 3 gare e con l'assenza di Jackson persero anche tutte le rimanenti. Malgrado l'infortunio, a fine stagione Jackson fu votato all'83º posto nella NFL Top 100, l'annuale classifica dei migliori cento giocatori della stagione.
Il 5 maggio 2012, Jackson firmò un'estensione contrattuale biennale per rimanere ai Bills fino al 2015. L'anno successivo, malgrado l'avere giocato come riserva di C.J. Spiller per la maggior parte dell'annata, Jackson disputò una delle migliori stagioni della carriera accumulando 1.283 yard dalla linea di scrimmage e segnando 10 touchdown complessivi.
Il 31 agosto 2015, i Bills svincolarono Jackson, che terminò al terzo posto di tutti i tempi della storia della franchigia per yard corse.

### Seattle Seahawks
Il 4 settembre 2015, Jackson firmò un contratto di un anno coi Seattle Seahawks. Il primo touchdown con la nuova maglia lo segnò su ricezione nel secondo turno contro i Packers. Tornò a segnare nella settimana 13 ancora su ricezione nella vittoria esterna sui Vikings. La sua stagione regolare si chiuse con 100 yard corse non giocando alcuna gara come titolare malgrado gli infortuni di Marshawn Lynch e Thomas Rawls.

## Palmarès
- Running back della settimana: 2

10ª del 2010, 2ª del 2011

## Statistiche
Stagione regolare
| Anno | Squadra       | Gare | Gare | Corse | Corse | Corse | Corse | Corse | Ricezioni | Ricezioni | Ricezioni | Ricezioni | Ricezioni | Fumble | Fumble |
| Anno | Squadra       | P    | PT   | Ten   | Yard  | Media | Max   | TD    | Ric       | Yard      | Media     | max       | TD        | FUM    | Persi  |
| ---- | ------------- | ---- | ---- | ----- | ----- | ----- | ----- | ----- | --------- | --------- | --------- | --------- | --------- | ------ | ------ |
| 2007 | Buffalo Bills | 8    | 1    | 58    | 300   | 5.2   | 27    | 0     | 22        | 190       | 8.6       | 54        | 0         | 0      | 0      |
| 2008 | Buffalo Bills | 16   | 3    | 130   | 571   | 4.4   | 32    | 3     | 37        | 317       | 8.6       | 65        | 0         | 3      | 1      |
| 2009 | Buffalo Bills | 16   | 11   | 237   | 1,062 | 4.5   | 43    | 2     | 46        | 371       | 8.1       | 21        | 2         | 4      | 2      |
| 2010 | Buffalo Bills | 16   | 13   | 222   | 927   | 4.2   | 39    | 5     | 31        | 215       | 6.9       | 65T       | 2         | 5      | 2      |
| 2011 | Buffalo Bills | 10   | 10   | 170   | 934   | 5.5   | 80T   | 6     | 39        | 442       | 11.3      | 49        | 0         | 2      | 2      |
| 2012 | Buffalo Bills | 10   | 8    | 115   | 437   | 3.8   | 15    | 3     | 34        | 217       | 6.4       | 34        | 1         | 5      | 4      |
| 2013 | Buffalo Bills | 16   | 6    | 206   | 890   | 4.3   | 59    | 9     | 47        | 387       | 8.2       | 37        | 1         | 3      | 0      |
| 2014 | Buffalo Bills | 14   | 9    | 141   | 525   | 3.7   | 38    | 2     | 66        | 501       | 7.6       | 34        | 1         | 5      | 0      |
|      | Totale        | 106  | 61   | 1,279 | 5,646 | 4.4   | 80    | 30    | 322       | 2,640     | 8.2       | 65        | 7         | 27     | 11     |